# 樊振东
樊振东（1997年1月22日—），湖南祁东人，生于广东广州，中国男子乒乓球运动员，右手橫拍打法，15歲進入中国國家乒乓球隊。他與馬龍是乒乓球史上僅有的兩位集奧運會、世錦賽、世界盃、亞運會、亞錦賽、亞洲杯、巡迴賽總決賽、中國全運會及全錦賽單打冠軍於一身的「超級全滿貫」男子選手。此外，樊振東在2019年第七届世界軍人運動會中斬獲男单、男双、混双、男团4枚金牌，榮立一等功，成为世界軍人運動會歷史上第一位獲得乒乓球冠軍的中國軍人。樊振东被認爲是繼國乒“三劍客”（馬龍、許昕、張繼科）之後中國乒乓球男隊的中流砥柱。

## 生涯
樊振东父亲为樊祎嘉，湖南祁东县金桥镇新桥头村柿塘湾组人，當年以祁东县高考理科县第一名的成绩，考入华南理工大学，毕业后在广州某国企工作。母亲陈婷。
樊振東本人生於廣州，父母亦落戶廣州，祁东老家由舅舅陈勇军打理。
樊振东5岁时就已报读海珠区少年宫乒乓球班，并师从教练杨碧瑜和文浩光。在就读海珠区的同福中路第一小学期间，樊振东在父母的支持下加入校乒乓球队，并获减免学费。。2004年，樊振东代表海珠区少年宫参加“新苗杯”青少年乒乓球赛，获得新苗一组男子第一名，2006年被广州市体校选中，并在2008年成为八一队专业运动员，2009年进入中国国家乒乓球队。

### 2012年
2012年，樊振东获得世界青少年乒乓球锦标赛男团、男单和混双三项冠军。

### 2013年
2013年，樊振东入选中国国家乒乓球队出战世乒赛的阵容，在男单十六分之一决赛以0:4负于队友张继科，止步三十二强。在同年举办的中华人民共和国第十二届運動會中，樊振东先後爆冷擊敗张继科和許昕，其後於決賽中3-4负于馬龍，最终獲得男單亞軍。男双方面与周雨搭档，获得冠军。同时，樊振东所在的解放军队获得男子团体冠军。全运会后，樊振东获得波兰及德国两站公开赛的单打冠军，随后还夺得瑞典公开赛男单亚军和总决赛男单季军。12月，樊振东跻身男单世界排名前五名。

### 2014年
2014年，樊振東隨隊出征東京團體世乒賽，獲得職業生涯首個世界冠軍。在仁川亞運会中，樊振东于男单决赛负于队友许昕，获得亚军。

### 2015年
2015年蘇州世乒賽，樊振東在男单半决赛負於當屆冠軍馬龍，獲得季軍。雙打方面則與周雨搭档，收穫一面銀牌。10月，樊振東首次參加世界盃的男單項目，與隊友馬龍會師決賽，最终0-4负于马龙，获得亞軍。在2015年亞錦賽男单决赛中，樊振东4-3战胜許昕，获得冠军。

### 2016年
2016年7月，樊振東以後備身份出征里約奧運。9月的中國公開賽，樊振东在男單決賽以4-0击败了新科大滿貫馬龍。在10月的男單世界盃中，他擊敗了隊友許昕，取得職業生涯的第一個單打世界冠軍，并成为了最年轻的乒乓球男子单打世界冠军。

### 2017年
2017年杜爾塞杜夫世乒賽，樊振東與許昕搭擋男双，取得生涯首個雙打世界冠軍。在男单决赛，樊振東3-4遗憾负于马龙，屈居亞軍。

### 2018年
2018年3月的卡塔尔公开赛中，樊振东获得男单与男双两项冠军。这帮助他获得2250个积分，并以16545分生涯首次登顶男单世界第一。10月，樊振东再度參加世界盃的男單項目，半决赛戰勝隊友林高遠，決賽以4-1擊敗德國選手波爾，卫冕男子世界杯單打冠軍。

### 2019年
2019年布达佩斯世乒赛，樊振东作为头号种子，于八分之一决赛被队友梁靖崑淘汰，止步16强。

### 2020年
2020年樊振东在世界杯男单决赛中4：3战胜马龙，获得自己的第四个世界杯单打冠军，和马琳并列，成为拥有最多世界杯男单冠军的运动员，同时成为男子乒乓球历史上唯一一位世界杯单打三连冠得主。一个礼拜后，樊振东在国际乒联世界巡回赛中以1：4负于马龙，获得银牌。

### 2021年
2021年東京奧運，樊振東於男子單打決賽上以2：4不敵同為中國選手的馬龍，获得銀牌，也為自己拿到第一面奧運獎牌。随后与队友马龙、许昕拿下奥运会乒乓球男子团体项目冠军。樊振东首次参加奥运会上斩获1金1银。

### 2022年
2022年5月，原为八一乒乓球队队员的樊振东转籍上海队。同年6月，被保送到上海交通大学媒体与传播学院2022级体育传播班学习。

### 2024年
2024年巴黎奥运，樊振东在男子单打八強賽以4:3险胜日本选手張本智和，四強賽以4:0战胜17歲东道主球员费利克斯·勒布伦，决赛中4:1战胜於第3圈淘汰中國選手王楚欽的瑞典选手特魯爾斯·莫雷加德夺得金牌，完成大满贯成就，同时也成为继马龙之后第二位集奥运会、世锦赛、世界杯、亚运会、亚锦赛、亚洲杯、巡回赛总决赛、全运会及全锦赛单打冠军于一身的「超級全滿貫」男子選手。
2024年12月27日，樊振东在社交平台发文宣布正式退出世界排名，但同时声明并不会就此退役，仍会继续作为运动员参加比赛。

### 2025年
2025年6月1日，德國球會萨尔布吕肯乒乓球俱乐部宣佈樊振東將會加盟，並與特鲁尔斯·莫雷加德成為隊友。球會的體育總監埃爾文伯格透露，樊振東希望在歐洲征戰一個賽季，又指樊振東不會參加球會的所有比賽，但會代表球會參加德甲及歐冠賽事。中國乒乓球協會對於樊振東加盟德國的乒乓球球會表示“理解和尊重運動員本人意願”。

## 個人生活
球場以外，樊振東也是一位足球迷，尤其喜愛皇家馬德里，他亦經常在各種比賽上模仿各大球星的慶祝動作。此外，樊振東也是美國女歌手泰勒絲的忠實粉絲。
樊振東還是上海市青联常委、体育界别副主任。

## 主要比賽成績

### 三大赛（奧運會、世界錦標賽、世界盃）
| 年份   | 賽事                     | 地點         | 成績 | 成績                 | 成績 |
| 年份   | 賽事                     | 地點         | 單打 | 雙打                 | 團體 |
| ------ | ------------------------ | ------------ | ---- | -------------------- | ---- |
| 2013年 | 世界乒乓球錦標賽         | 巴黎         | 32強 | －                   | －   |
| 2014年 | 世界乒乓球团体錦標賽     | 東京         | －   | －                   | 冠軍 |
| 2015年 | 世界杯乒乓球团体赛       | 杜拜         | －   | －                   | 冠軍 |
| 2015年 | 世界乒乓球錦標賽         | 蘇州         | 季軍 | 男雙（與周雨）亞軍   | －   |
| 2015年 | 乒乓球世界杯（男子單打） | 哈爾姆斯塔德 | 亞軍 | －                   | －   |
| 2016年 | 世界乒乓球团体錦標賽     | 吉隆坡       | －   | －                   | 冠軍 |
| 2016年 | 乒乓球世界杯（男子單打） | 薩爾布魯根   | 冠軍 | －                   | －   |
| 2017年 | 世界乒乓球錦標賽         | 杜塞爾多夫   | 亞軍 | 男雙（與許昕）冠軍   | －   |
| 2018年 | 国际乒联团体世界杯       | 伦敦         | －   | －                   | 冠軍 |
| 2018年 | 世界乒乓球团体錦標賽     | 哈爾姆斯塔德 | －   | －                   | 冠軍 |
| 2018年 | 乒乓球世界杯（男子單打） | 巴黎         | 冠軍 | －                   | －   |
| 2019年 | 世界乒乓球錦標賽         | 布達佩斯     | 16強 | 混雙（與丁寧）季軍   | －   |
| 2019年 | 国际乒联团体世界杯       | 東京         | －   | －                   | 冠軍 |
| 2019年 | 乒乓球世界杯（男子單打） | 成都         | 冠軍 | －                   | －   |
| 2020年 | 乒乓球世界杯（男子單打） | 威海         | 冠軍 | －                   | －   |
| 2021年 | 奧林匹克運動會           | 東京         | 亞軍 | －                   | 冠軍 |
| 2021年 | 世界乒乓球锦标赛         | 休斯敦       | 冠軍 | -                    | -    |
| 2022年 | 世界乒乓球团体錦標賽     | 成都         | －   | －                   | 冠軍 |
| 2023年 | 世界乒乓球锦标赛         | 德班         | 冠軍 | 男双（與王楚钦）冠軍 | -    |
| 2024年 | 世界乒乓球团体錦標賽     | 釜山         | －   | －                   | 冠軍 |
| 2024年 | 奧林匹克運動會           | 巴黎         | 冠軍 | －                   | 冠军 |

### 亞運會、亞洲錦標賽、亞洲杯
| 年份   | 賽事                 | 地點             | 成績   | 成績               | 成績 |
| 年份   | 賽事                 | 地點             | 單打   | 雙打               | 團體 |
| ------ | -------------------- | ---------------- | ------ | ------------------ | ---- |
| 2013年 | 亞洲乒乓球錦標賽     | 韩国釜山         | 8強    | 準決賽(混雙)与陈梦 | 冠軍 |
| 2014年 | 亞洲杯乒乓球賽       | 中国武汉         | 亞軍   | －                 | －   |
| 2014年 | 亞洲運動會乒乓球比賽 | 韩国仁川         | 亞軍   | 亞軍(男雙)与许昕   | 冠軍 |
| 2015年 | 亞洲杯乒乓球賽       | 印度斋普尔       | 亞軍   | －                 | －   |
| 2015年 | 亞洲乒乓球錦標賽     | 泰国芭达亚       | 冠軍   | 冠軍(男雙)与许昕   | 冠軍 |
| 2015年 | 亞洲乒乓球錦標賽     | 泰国芭达亚       | 冠軍   | 冠軍(混雙)与陈梦   | 冠軍 |
| 2017年 | 亞洲乒乓球錦標賽     | 中国无锡         | 冠軍   | 冠軍(男雙)与林高远 | 冠軍 |
| 2017年 | 亚洲杯乒乓球赛       | 印度艾哈迈达巴德 | 亞軍   | －                 | －   |
| 2018年 | 亚洲杯乒乓球赛       | 日本横滨         | 冠軍   | －                 | －   |
| 2018年 | 亞洲運動會乒乓球比賽 | 印尼雅加達       | 冠軍   | －                 | 冠軍 |
| 2019年 | 亚洲杯乒乓球赛       | 日本横滨         | 冠軍   | －                 | －   |
| 2019年 | 亞洲乒乓球錦標賽     | 印尼日惹         | 準決賽 | 亞軍(男雙)与许昕   | 冠軍 |

### 國際桌總世界巡迴賽
| 年份   | 巡迴賽分站地點         | 成績   | 成績                 |
| 年份   | 巡迴賽分站地點         | 單打   | 雙打                 |
| ------ | ---------------------- | ------ | -------------------- |
| 2013年 | 多哈                   | 32強   | 16強                 |
| 2013年 | 中国長春               | 8強    | －                   |
| 2013年 | 波蘭斯帕拉             | 冠軍   | 8強                  |
| 2013年 | 德国不萊梅             | 冠軍   | 8強                  |
| 2013年 | 瑞典斯德哥爾摩         | 亞軍   | 8強                  |
| 2014年 | 阿联酋迪拜（總決賽）   | 準決賽 | －                   |
| 2014年 | 科威特科威特市         | 冠軍   | －                   |
| 2014年 | 多哈                   | 16強   | 準決賽               |
| 2014年 | 中国成都               | 準決賽 | 冠軍                 |
| 2014年 | 瑞典斯德哥爾摩         | 冠軍   | 亞軍                 |
| 2015年 | 科威特科威特市         | 準決賽 | 準決賽               |
| 2015年 | 日本神戶               | 準決賽 | 亞軍                 |
| 2015年 | 中国成都               | 準決賽 | 冠軍                 |
| 2015年 | 波蘭華沙               | 冠軍   | 16強                 |
| 2015年 | 瑞典斯德哥爾摩         | 冠軍   | 亞軍                 |
| 2015年 | 葡萄牙里斯本（總決賽） | 亞軍   | －                   |
| 2016年 | 科威特科威特市         | 準決賽 | 準決賽               |
| 2016年 | 多哈                   | 亞軍   | 冠軍                 |
| 2016年 | 日本東京               | 冠軍   | 準決賽               |
| 2016年 | 仁川                   | 準決賽 | 準決賽               |
| 2016年 | 中国成都               | 冠軍   | 亞軍                 |
| 2016年 | 多哈（總決賽）         | 亞軍   | －                   |
| 2017年 | 多哈                   | 亞軍   | 8強                  |
| 2017年 | 日本東京               | 亞軍   | 準決賽               |
| 2017年 | 德国马格德堡           | 準決賽 | 8強                  |
| 2017年 | 瑞典斯德哥爾摩         | 亞軍   | 冠軍                 |
| 2017年 | 阿斯塔纳（總決賽）     | 冠軍   | －                   |
| 2018年 | 匈牙利布達佩斯         | 冠軍   | 冠軍                 |
| 2018年 | 多哈                   | 冠軍   | 冠軍                 |
| 2018年 | 中国深圳               | 亞軍   | 冠軍（與林高遠）     |
| 2018年 | 瑞典斯德哥爾摩         | 冠軍   | －                   |
| 2019年 | 德国不萊梅             | 冠軍   | 冠軍（與許昕，男雙） |
| 2019年 | 奥地利林茨             | 冠軍   | －                   |
| 2019年 | 中国鄭州（總決賽）     | 冠軍   | －                   |
| 2019年 | 釜山                   | －     | 冠軍（與許昕，男雙） |
| 2020年 | 多哈                   | 冠軍   | －                   |

### 世界乒乓球职业大联盟
| 年份   | 巡迴賽分站地點           | 成績 | 成績             | 成績               |
| 年份   | 巡迴賽分站地點           | 單打 | 男雙             | 混雙               |
| ------ | ------------------------ | ---- | ---------------- | ------------------ |
| 2021年 | 新加坡(總決賽)           | 冠軍 | －               | －                 |
| 2023年 | 多哈(總決賽)             | 亞軍 | －               | －                 |
| 2022年 | 新加坡(大滿貫)           | 冠軍 | 冠軍（與王楚欽） | －                 |
| 2023年 | 新加坡(大滿貫)           | 冠軍 | 冠軍（與王楚欽） | 半决赛（與王曼昱） |
| 2024年 | 新加坡(大滿貫)           | 32強 | 亞軍（與王楚欽） | －                 |
| 2024年 | 沙烏地阿拉伯吉達(大滿貫) | 16強 | －               | －                 |

## 外部連結
- 優酷網上的「【乒乓王国】樊振东专访（上）」
- 優酷網上的「【乒乓王国】樊振东专访（下）」